# أبو دواد الإيادي
أبو دُوَاد الإيادي من شعراء العصر الجاهلي، اسمه: جارية بن الحجاج الإيادي، هو فيما ذكر يعقوب بن السكيت جارية بن الحجاج وكان الحجاج يلقب حمران بن بحر بن عصام بن منبه بن حذاقة بن زهير بن إياد بن نزار بن معد، وقال ابن حبيب: هو جارية بن الحجاج أحد بني برد بن دعمي بن إياد بن نزار شاعر قديم من شعراء الجاهلية وكان وصافا للخيل وأكثر أشعاره في وصفها وله في غير وصفها تصرف بين مدح وفخر وغير ذلك إلا أن شعره في وصف الفرس أكثر.
يذكر أن أبا دُوَاد الإيادي مدح الحارث بن همام بن مرة بن ذهل بن شيبان فأعطاه عطايا كثيرة، ثم مات ابن لأبي دُوَاد وهو في جواره فوداه فمدحه أبو دُوَاد فحلف له الحارث أنه لا يموت له ولد إلا وداه ولا يذهب له مال إلا أخلفه فضربت العرب المثل بجار أبي دواد وفيه يقول قيس بن زهير
وفي رواية أبي عبيدة قال: جاور أبو دُوَاد الإيادي كعب بن مامة الإيادي فكان إذا هلك له بعير أو شاة أخلفها وفيه، يقول طرفة بن العبد يمدح عمرو بن هند: